# Иванов, Василий Харламович
Васи́лий Харла́мович Иванов — Герой Советского Союза, младший механик-водитель танка Т-34 3-го танкового батальона 21-й гвардейской танковой бригады (5-й гвардейский танковый корпус, 6-я танковая армия, 2-й Украинский фронт), гвардии сержант.

## Биография
Родился 22 февраля 1919 года в деревне Черепаха Ояшинского (ныне Болотнинского района) Новосибирской области в семье крестьянина. Русский. Окончив 6 классов, работал шофёром. С 1936 году жил в городе Новосибирске работал шофёром на авиационном заводе имени В. П. Чкалова.
В 1939 году был призван в Красную Армию. Участник Великой Отечественной войны с 1941 года. На фронте стал механиком-водителем танка Т-34. Участвовал в боях на Курской дуге, в Корсунь-Шевченковской и Ясско-Кишинёвской операциях. В сражениях проявил храбрость и мужество. Отличился в боях на территории Румынии.
24-29 августа 1944 года в боях за города Бырлад, Фокшаны (Румыния) гвардии сержант Иванов в составе экипажа уничтожил один танк «Тигр», 4 самоходных орудия, 2 тяжелые пушки, истребил 120 солдат и офицеров противника, захватил при этом 8 исправных минометов, 400 винтовок и 10 ручных пулемётов. В бою за город Бузэу экипаж захватил 3 эшелона противника с автомашинами, вездеходами и танками.
25 августа экипаж первым ворвался к мосту через реку Сирет у населённого пункта Козмешти (20 км северо-восточнее города Фокшаны) и захватил его. Танкисты удерживали мост до подхода основных сил, предотвратив его взрыв и обеспечив дальнейшее наступление бригады.
Указом Президиума Верховного Совета СССР от 24 марта 1945 года за образцовое выполнение заданий командования и проявленные мужество и героизм в боях с немецко-фашистскими захватчиками гвардии сержанту Иванову Василию Харламовичу присвоено звание Героя Советского Союза с вручением ордена Ленина и медали «Золотая Звезда» (№ 6393).
В 1946 году старшина Иванов был демобилизован. Жил и работал в городах Чите, Кемерово, Пскове. Последние годы жил в городе-герое Москве. Умер 1 сентября 1979 года. Похоронен на Митинском кладбище в Москве.
Награждён орденом Ленина, медалями.